# Чапрашиков, Стефан
Стефан Георгиев Чапрашиков (болг. Стефан Георгиев Чапрашиков; 15 апреля 1874, Благоевград — 14 октября 1944, Кырджали) — болгарский дипломат и спортивный функционер. Член Международного олимпийского комитета (1929—1944).

## Биография
Стефан Чапрашиков родился 15 апреля 1874 года в османском городе Горна Джумая (сейчас Благоевград в Болгарии).
В 1897 году окончил в Париже юридический факультет.
Был секретарём болгарской миссии в Париже. В 1907—1914 годах был секретарём царя Фердинанда I. Также служил в болгарском дипломатическом корпусе в Белграде, Бухаресте, Берлине, Константинополе.
Во время Балканской войны 1912—1913 годов служил офицером в болгарской армии. Получил орден «За храбрость». В 1913 году участвовал в подготовке Лондонского мирного договора.
В 1930 году  семейная фирма «Стефан Чапрашиков и сыновья», которую он основал вместе с двоюродным братом Димитаром Божковым, открыла табачный магазин в Берлине. Здесь Чапрашиков сблизился с нацистами.
С 1929 года был почётным президентом Олимпийского комитета Болгарии, в октябре 1929 года стал членом Международного олимпийского комитета. В 1931 году стал президентом Болгарского лыжного союза. Эти должности занимал до конца жизни.
В 1944 году наряду с представителем Германии Карлом фон Хальтом был одним из двух членов МОК, участвовавших в заседании в Лозанне, посвящённом 50-летию комитета.
Покончил с собой 6 сентября 1944 года в болгарском городе Кырджали в своём доме. Он опасался, что после ввода Красной Армии в Болгарию и народного антифашистского переворота его ждёт наказание за связи с нацистами, какие в принципе не были, но коммунисты этого не имели ввиду.

## Семья
Отец — Георгий Чапрашиков (1842—1887), болгарский предприниматель.
Младший брат — Александр Чапрашиков (1880 — около 1950), болгарский военный, торговец и политик.
Младший брат — Крум Чапрашиков (1882—1934), болгарский предприниматель и политик.